# Himilkon Magonida
Himilkon Magonida (zm. 396 p.n.e.) – kartagiński dowódca z rodu Magonidów, król Kartagińczyków.

## Panowanie
Rządy Himilkona przypadły na okres konfliktu między Kartaginą a Syrakuzami.
W 407 p.n.e. Syrakuzanie pod wodzą Hermokratesa zaatakowali punicką część Sycylii, co spotkało się ze zdecydowaną odpowiedzią Kartaginy. Himilkon syn Hannona wyruszył wówczas wraz ze starszym krewnym Hannibalem Magonidą (królem Kartagińczyków) na wyprawę zbrojną na Sycylię. Kartagińczycy zaproponowali sojusz miastu Akragas, które jednak opowiedziało się po stronie Syrakuz – wówczas Kartagińczycy oblegli to miasto. Hannibal Magonida zmarł podczas oblężenia z powodu choroby. Dowództwo nad punicką armią przejął Himilkon.
W 406 p.n.e. punicka armia zajęła Akragas, pozwalając wcześniej jego mieszkańcom na ewakuację. Następnie jednak oddziały Himilkona zostały zaatakowane przez wojska syrakuzańskie pod dowództwem Dafnajosa i w bitwie nad rzeką Salso straciła 6000 poległych. Po tym niepowodzeniu Himilkon wezwał na pomoc kartagińską flotę w sile 40 okrętów z Motji i Panormos, i w ten sposób udało mu się przejąć zaopatrzenie przewożone dla Greków. Armia Himilkona przezimowała w Akragas, zaś latem 405 roku p.n.e. kontynuowała działania zbrojne wobec Syrakuz, gdzie przejął rządy Dionizjos I, wrogo nastawiony do Kartagińczyków. W bitwie pod Gelą Kartagińczycy odnieśli zwycięstwo, zmuszając przeciwnika do odwrotu do Syrakuz. Jeszcze w tym samym roku 405 p.n.e. zawarto korzystny dla Kartaginy układ pokojowy.
W 398 p.n.e. konflikt sycylijski został wznowiony przez Dionizosa, którego celem było przejęcie greckich miast znajdujących się wskutek poprzedniego układu w punickiej strefie wpływów. Gdy Dionizjos rozpoczął oblężenie Motyi, Himilkon pośpieszył na czele stu okrętów z odsieczą temu punickiemu miastu, zatopił część syrakuzańskich statków przewozowych, lecz nie zdołał przełamać oblężenia na lądzie. Syrakuzanie zdobyli i zniszczyli Motyę masakrując przy tym jej mieszkańców. Pomimo upadku Motyi po stronie kartagińskiej utrzymały się Segesta i Panormos.
Wiosną roku 397 p.n.e. Himilkon ponownie wyruszył z armią i flotą z Kartaginy i wylądował w Panormos. Niedługo potem odzyskał zniszczoną Motyę, a szeregi jego armii wzmocnili Elymowie i Sykanowie. Następnie punicka armia przemaszerowała wzdłuż północnego wybrzeża Sycylii zajmując Messanę i kierując się na Syrakuzy. W 396 p.n.e. Kartagińczycy rozłożyli obozowiska pod Syrakuzami, lecz podczas upalnego lata punicką armię zdziesiątkowała epidemia cholery. Pozostali przy życiu żołnierze-obywatele powrócili na 40 okrętach do Kartaginy. Zrozpaczony Himilkon popełnił samobójstwo – zagłodził się na śmierć w swoim domu.
Klęska Himilkona z 396 roku okazała się brzemienna w skutkach – kartagińscy możni wykorzystali okazję do odebrania królom dotychczasowych uprawnień, odtąd też władza nie była już dziedziczona przez Magonidów, zaś dowództwo nad armią przeszło w kompetencje wybieralnych strategów. Prawdopodobnie wtedy też powstał Trybunał Stu Czterech mający cementować w państwie kartagińskim system arystokratyczny.